# Priscilla Gneto
Priscilla Gneto, född den 3 augusti 1991 i Abidjan, Elfenbenskusten, är en fransk judoutövare.
Hon tog OS-brons i damernas halv lättvikt i samband med de olympiska judotävlingarna 2012 i London.